# Захаряк, Игорь Владимирович
И́горь Влади́мирович Захаря́к (укр. Ігор Володимирович Захаряк; род. 9 мая 1964, Керчь, Крымская область) — советский футболист, защитник; тренер.

## Карьера
Игорь Захаряк выступал за керченский «Океан», краснодарскую «Кубань», сумской «Автомобилист» и краснопольский «Явор». В последнем клубе и закончил свою карьеру в качестве играющего тренера.
Некоторое время Захаряк возглавлял «Явор». Затем уехал в Россию, где работал в Краснодарском крае — возглавлял футбольную школу «Центр-Р». В июне 2006, после перехода большой группы воспитанников «Центра» в клуб «Краснодар-2000», стал главным тренером краснодарского клуба.
С апреля 2007 — главный тренер дублирующего состава «Кубань» (Краснодар). В 2008 стал помощником главного тренера в калининградской «Балтике». Недолгое время Захаряк поработал в Калининграде и вернулся во всё тот же «Краснодар-2000». В 2010 году Захаряк стал старшим тренером ФК «Жемчужина-Сочи».
В июле 2011 стал главным тренером ПФК «Сумы». 11 апреля 2013 года покинул пост из-за нарушений условий контракта.
В июне 2015 года пришёл в «Шахтёр» из Караганды и тут же, после отставки предшественника, был назначен исполняющим обязанности главного тренера, а уже со следующего месяца был утверждён в качестве полноправного наставника команды, которую возглавлял до конца года. По итогам сезона команда финишировала на 10 месте в чемпионате Казахстана, избежав понижения в классе.
13 сентября 2016 был назначен главным тренером клуба ФНЛ «Балтика».